# Star! (film)
Pour les articles homonymes, voir Star.
Pour plus de détails, voir Fiche technique et Distribution.
Star! est un film américain réalisé par Robert Wise, sorti en 1968.

## Synopsis
Portrait de Gertrude Lawrence, actrice et chanteuse de comédies musicales.

## Fiche technique
- Titre : Star!
- Réalisation : Robert Wise
- Scénario : William Fairchild
- Production : Saul Chaplin
- Société de production : Twentieth Century Fox
- Budget : 14 millions de dollars (10,6 millions d'euros)
- Musique : Lennie Hayton
- Photographie : Ernest Laszlo
- Montage : William Reynolds
- Décors : Boris Leven
- Costumes : Donald Brooks
- Pays de production : États-Unis
- Format : Couleurs - 2,20:1 - Mono - 70 mm
- Genre : Biographie, musical, comédie dramatique
- Durée : 176 minutes
- Dates de sortie : 
  - Royaume-Uni (avant-première) : 18 juillet 1968
  - États-Unis : 22 octobre 1968
  - France (Paris) : 9 mai 1969
- Affiches : Raymond Elseviers (Belgique), Enzo Nistri (France)

## Distribution
- Julie Andrews (VF : Martine Sarcey) : Gertrude 'Gertie' Lawrence
- Richard Crenna (VF : Jean-Claude Michel) : Richard Aldrich
- Michael Craig (VF : Gabriel Cattand) : Sir Anthony Spencer
- Daniel Massey (VF : Philippe Ogouz) : Noel Coward
- Robert Reed (VF : Michel Roux) : Charles Fraser
- Bruce Forsyth (VF : Henri Virlojeux) : Arthur Lawrence
- Beryl Reid (VF : Lita Recio) : Rose
- John Collin (en) (VF : Marc de Georgi) : Jack Roper
- Alan Oppenheimer (VF : Philippe Dumat) : André Charlot
- Richard Karlan (VF : William Sabatier) : David Holtzmann
- Lynley Laurence : Billie Carleton
- Garrett Lewis (en) (VF : Jean-Louis Jemma) : Jack Buchanan
- Anthony Eisley (en) (VF : Daniel Gall) : Ben Mitchell
- Jock Livingston (VF : Yves Barsacq) : Alexander Woollcott
- J. Pat O'Malley (VF : Albert de Médina) : Dan
- Matilda Calnan (VF : Héléna Manson) : Dorothée (Dorothy en VO)

Non crédités :
- Ian Abercrombie (VF : Jean Clarieux) : l'homme au music-hall de Brixton
- Elizabeth St. Clair (VF : Claude Chantal) : Jeanine Leblanc (Jeannie Banks en VO)
- Jeanette Landis (VF : Jacqueline Porel) : Eph, de la troupe des Jonquilles
- Monte Landis : Julian Brooke-Taylor
- Cathleen Cordell (VF : Jacqueline Porel) : la commentatrice du défilé de couture
- Linda Barrett (VF : Jacqueline Porel) : la femme donnant un paquet pour le Bundles of Britain
- Gwen Watts Jones (VF : Héléna Manson) : Mme Wilson
- Anna Lee (VF : Monique Mélinand) : l'hôtesse d'un dîner
- Tony Lo Bianco (VF : Francis Lax) : le metteur en scène de Lady in the Dark
- Bernard McDonald (VF : Guy Piérauld) : M. James
- Richard Angarola (VF : Jean Berger) : César (Cesare en VO)
- Seymour Green (VF : Raymond Loyer) : le juge des divorces
- Murray Matheson (VF : René Bériard) : un juge
- Damian London (VF : Michel Gudin) : Jerry Paul
- Jerry Fitzgerald (VF : Claude d'Yd) : Harold, l'acteur chauve qui se rase dans sa loge
- Lester Matthews (VF : Jean-Henri Chambois) : Grand Chambellan (Lord Chamberlain en VO)
- Bernard Fox (VF : Albert de Médina) : l'assistant du Grand Chambellan
- Roger Delgado (VF : Gérard Férat) : un ambassadeur français

## Autour du film
- Le tournage s'est déroulé à Londres et New York, d'avril à novembre 1967.
- Star! est le dernier film sur lequel travailla le compositeur Lennie Hayton.

## Bande originale
- Picadilly, interprété par Julie Andrews, Bruce Forsyth et Beryl Reid
- Oh, It's a Lovely War, interprété par Julie Andrews, Ann Hubbell, Ellen Plasschaert, Dinah Ann Rogers, Barbara Sandland et Jeanette Landis
- In My Garden of Love, interprété par Julie Andrews, Ann Hubbell, Ellen Plasschaert, Dinah Ann Rogers, Barbara Sandland et Jeanette Landis
- Forbidden Fruit, interprété par Daniel Massey
- N Everything, interprété par Daniel Massey
- Burlington Bertie from Bow, interprété par Julie Andrews
- Parisian Pierrot, interprété par Julie Andrews
- Limehouse Blues, interprété par Julie Andrews
- Someone To Watch Over Me, interprété par Julie Andrews
- Dear Little Boy (Dear Little Girl), interprété par Daniel Massey et Julie Andrews
- After The Ball Is Over, interprété par Daniel Massey
- Someday I'll Find You, interprété par Julie Andrews
- Physician, interprété par Julie Andrews
- Do, Do, Do, interprété par Julie Andrews
- Has Anybody Seen Our Ship, interprété par Julie Andrews et Daniel Massey
- My Ship, interprété par Julie Andrews
- The Saga of Jenny, interprété par Julie Andrews
- Star, interprété par Julie Andrews

## Distinctions
- Golden Globe du meilleur second rôle masculin pour Daniel Massey et nomination aux Golden Globes de la meilleure actrice pour Julie Andrews, acteur le plus prometteur pour Daniel Massey et meilleure chanson originale (Jimmy Van Heusen et Sammy Cahn pour Star!) en 1969.
- Nomination à l'Oscar de la meilleure photographie, meilleure direction artistique, meilleurs costumes, meilleure musique, meilleure chanson originale (Jimmy Van Heusen et Sammy Cahn pour Star!), meilleur son et meilleur second rôle masculin pour Daniel Massey en 1969.